# Fasano
Fasano er en by i Apulien, Italien med 38.745 (2023) indbyggere.